# Urobotrya parviflora
Urobotrya parviflora là một loài thực vật có hoa trong họ Opiliaceae. Loài này được Hiepko miêu tả khoa học đầu tiên năm 1972.